# ديف أونيل
ديف أونيل (بالإنجليزية: Dave O'Neil)‏ هو كوميدي ارتجالي ومؤلف وممثل أسترالي، ولد في 1965 في أستراليا.

## وصلات خارجية
- ديف أونيل على موقع IMDb (الإنجليزية)
- ديف أونيل على موقع قاعدة بيانات الفيلم (الإنجليزية)